# Атлантен (стадіон)
«Атлантен Стадіон» (норв. Atlanten Stadion) — футбольний стадіон у місті Кристіансунн, Норвегія, домашня арена ФК «Кристіансунн».
Стадіон відкритий 1978 року як домашня арена ФК «Кристіансунн». Потужність арени становить 4 000 глядачів. 